# Aleksandr Kibalko
Aleksandr Vladimirovitsj Kibalko (Russisch: Александр Влади́мирович Кибалко) (Tselinograd, 25 oktober 1973) is een Russisch en Kazachs voormalig langebaanschaatser. Vanaf juni 1995 kwam hij voor Rusland uit, daarvoor schaatste hij onder de Kazachse nationaliteit.
Kibalko nam driemaal deel aan de Olympische Winterspelen, in 1998, 2002 en 2006. Zijn beste individuele prestaties zijn de 21e plaats in 2006 op de 1000 meter en de 22e plek op de 1500 meter in zowel 1998 als 2002. In 2006 eindigde hij bij de ploegenachtervolging, samen met Dmitri Sjepel en Ivan Skobrev, op de 5e plaats.
Ook deed Kibalko vijf keer mee aan de Wereldkampioenschappen sprint, verder driemaal aan de Europese allroundkampioenschappen en één keer aan het Wereldkampioenschap allround. In de individuele wereldbekerwedstrijden veroverde Kibalko tweemaal zilver en drie keer het brons. In het seizoen 2000-2001 veroverde hij zelfs de wereldbeker over 1500 meter.
Nationaal nam hij drie keer plaats op het erepodium bij de allroundkampioenschappen van Rusland, in 2001 werd hij kampioen, in 2000 en 2002 derde.

## Persoonlijke records
| Afstand      | Tijd     | Datum            | Baan            |
| ------------ | -------- | ---------------- | --------------- |
| 500 meter    | 35,64    | 7 december 2003  | Calgary         |
| 1000 meter   | 1.08,85  | 12 december 2003 | Salt Lake City  |
| 1500 meter   | 1.45,02  | 18 november 2005 | Salt Lake City  |
| 3000 meter   | 3.54,06  | 15 november 2002 | Erfurt          |
| 5000 meter   | 6.33,56  | 9 maart 2001     | Salt Lake City  |
| 10.000 meter | 14.16,63 | 14 januari 2001  | Baselga di Pinè |

## Resultaten
| Jaar | WK sprint            | EK allround         | WK allround        | WK afstanden       | Olympische Spelen                    | Wereldbeker                   |
| ---- | -------------------- | ------------------- | ------------------ | ------------------ | ------------------------------------ | ----------------------------- |
| 1996 | DQ4 (23, 6, 27, -)   |                     |                    | 11e 1000m          |                                      | 12e 1000m                     |
| 1997 | 15e (21, 13, 20, 13) |                     |                    | 17e 500m 12e 1000m | 46e 500m 23e 1000m                   |                               |
| 1998 | 24e (26, 22, 23, 25) |                     |                    |                    | 33e 500m 28e 1000m 22e 1500m         | 26e 500m 28e 1000m            |
| 1999 |                      |                     |                    |                    |                                      | 44e 500m 40e 1000m 36e 1500m  |
| 2000 |                      |                     |                    | 7e 1500m           | 45e 1000m 19e 1500m                  |                               |
| 2001 |                      | 5e · (4, 13, , 9)   | 6e · (4, 11, , 10) | 4e 1500m 9e 5000m  | 1500m · 32e 5k/10k                   |                               |
| 2002 |                      | 11e (9, 11, 10, 16) |                    |                    | 22e 1500m                            | 42e 1000m 9e 1500m 40e 5k/10k |
| 2003 |                      | 12e · (, 20, 6, 14) |                    | 16e 1500m          |                                      | 52e 500m 32e 1000m 4e 1500m   |
| 2004 | 22e (22, 22, 24, 19) |                     |                    |                    | 44e 500m 12e 1000m 16e 1500m         |                               |
| 2005 | NC32 (29, 25, -, -)  |                     |                    |                    | 37e 1000m 19e 1500m                  |                               |
| 2006 |                      |                     |                    |                    | 21e 1000m 32e 1500m 5e achtervolging | 38e 1000m 10e 1500m           |

- = geen deelname
DQ# = diskwalificatie voor de #e afstand
NC# = niet gekwalificeerd voor de laatste afstand, maar wel als # geklasseerd in de eindrangschikking
(#, #, #, #) = afstandspositie op sprinttoernooi (500m, 1000m, 500m, 1000m) of op allroundtoernooi (500m, 5000m, 1500m, 10.000m).